# Cacatua-das-palmeiras

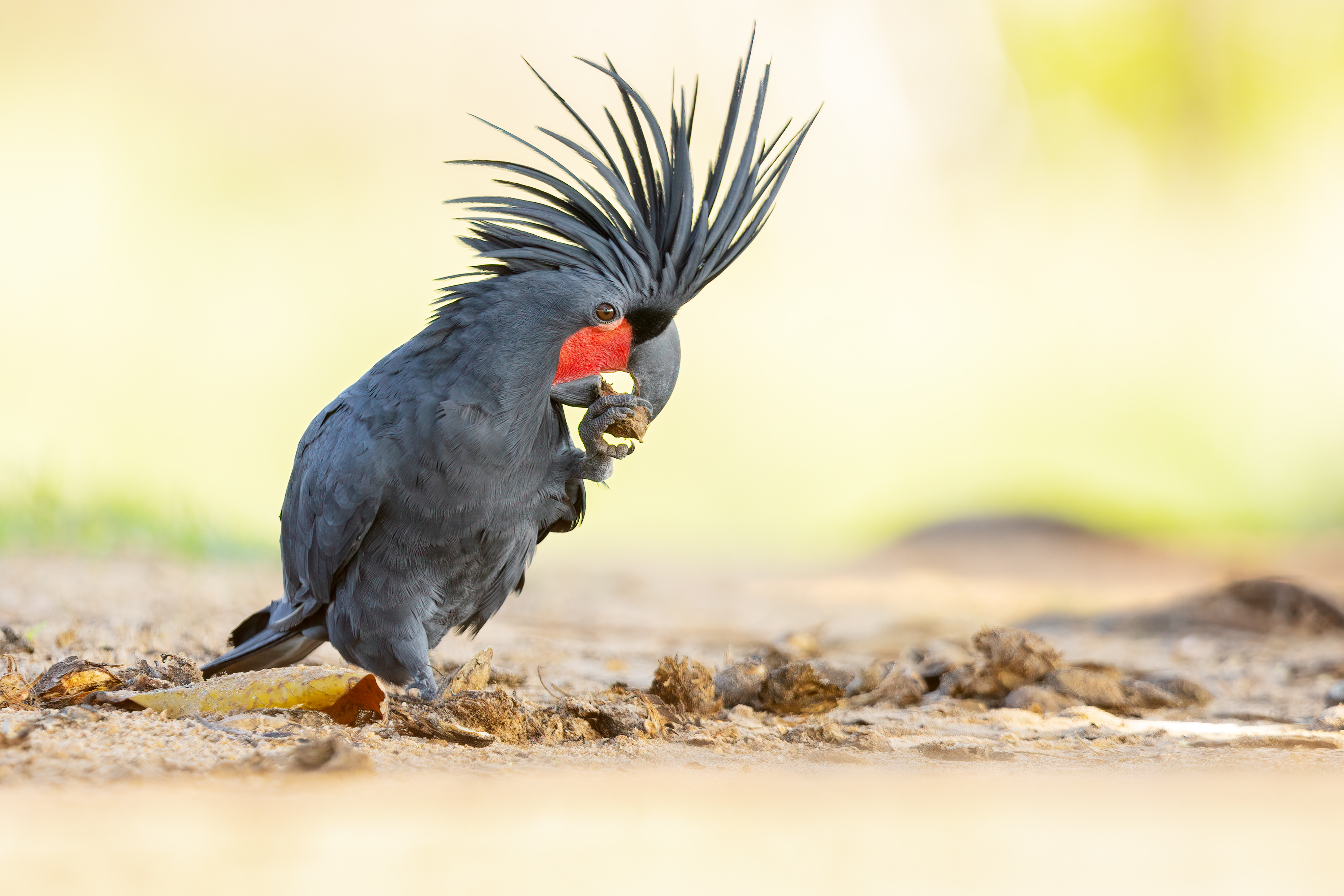
Uma cacatua-das-palmeiras.

A cacatua-das-palmeiras ou cacatua negra (Probosciger aterrimus) é uma ave da família Cacatuidae nativa da Austrália, único membro do gênero monotípico Probosciger e da subfamília Microglossinae.
É uma das várias espécies de cacatua que podem ser encontradas como animal de estimação.

## Subespécies
Existem três subespécies:
- Probosciger aterrimus atterimus: Encontrada nas ilhas Misool, ilhas Aru e norte da Austrália.

- Probosciger aterrimus goliath:  A maior subespécie, habita o Irian Ocidental e nas ilhas Papuan.

- Probosciger aterrimus stenolopus: Encontrada na Nova Guiné e Irian Ocidental.[4]

## Habitat
As cacatuas das palmeiras são encontradas em florestas tropicais, incluindo florestas de galeria, bordas de florestas, florestas de monções, florestas de eucalipto, áreas parcialmente desmatadas e savanas densas.

## Comportamento
Eles escolhem grandes árvores para nidificação e poleiro. Durante o dia, elas se empoleiram perto de fontes de comida ou água. À noite empoleiram-se em ninhos.

## Reprodução
Durante o acasalamento, o macho e a fêmea se aproximam com as asas estendidas. Antes de acasalar, o macho emite altos assobios e se curva várias vezes, durante as quais a pele do rosto geralmente fica vermelha escura. Às vezes, o macho também bate um pedaço de pau contra uma árvore enquanto grita, um gesto territorial. As cacatuas das palmeiras são monogâmicas, permanecem juntas por toda a vida.